# Rennellia speciosa
Rennellia speciosa là một loài thực vật có hoa trong họ Thiến thảo. Loài này được (Wall. ex Kurz) Hook.f. miêu tả khoa học đầu tiên năm 1880.